# Бацен

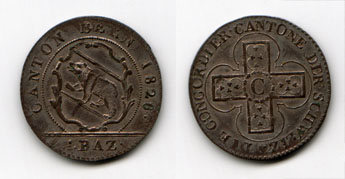
Бацен кантону Берн, 1826

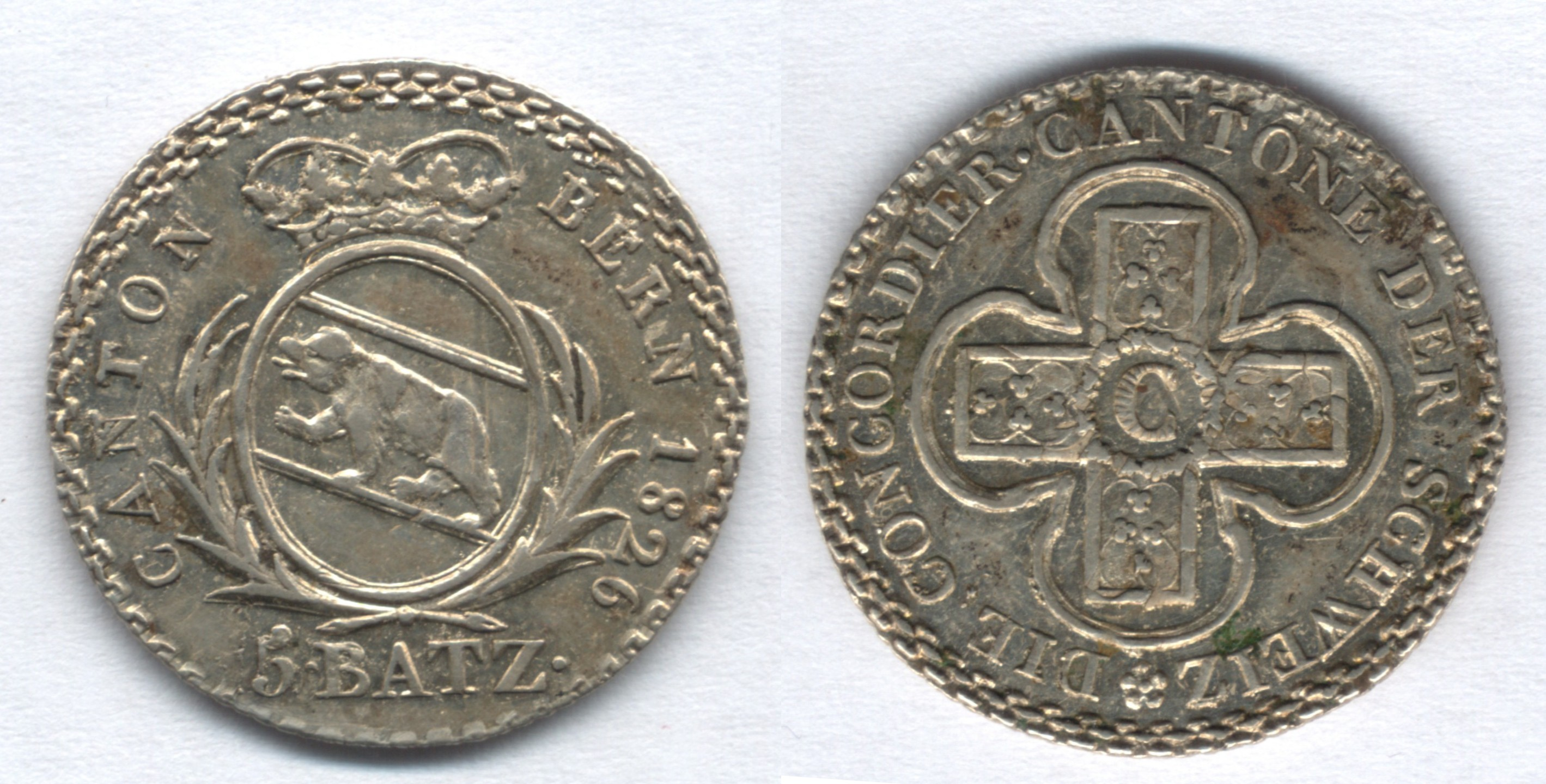
5 баценів кантону Берн, 1826

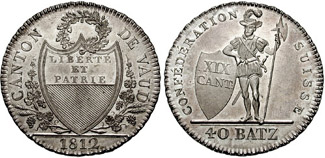
40 баців кантону Во, 1812

Ба́цен, батц (нім. Batzen, фр. Batz) — назва німецької розмінної монети.
Карбування монети розпочалося наприкінці XV ст. у м Берн (Швейцарія). Назва монети, імовірно, походить від «ведмедя» — геральдичного символу міста (з средньоверхньонім. Betz — ведмідь). Протягом XV—XVI ст. поширився у швейцарських кантонах та південнонімецьких землях. Звідтіля згодом розповсюдився на території Сілезії та Пруссії.
Початково бацен був срібною монетою. Його вага становила 1,67 г (вміст срібла — 1,3 г). Згодом його стали карбувати з білону (низькопробного срібла). У німецьких землях бацен був еквівалентний 4 крейцерам або ж 16 пфенігам.
Монети карбувалися номіналом 1, 1/2, 1/4 бацена, що робило їх зручними для використання у дрібних торгових операціях. Попри це, монетна стопа з часом зменшувалася, що, зрештою, призвело до припинення карбування бацена в низці земель у 1535—1536 рр. Згідно з Імперським монетним статутом 1559 року, дозволялося виготовлення півбаценів (= 2 крейцери). Карбування цих монет припинилося вже у XVII ст.
На початку XVIII століття за бацен давали 5 крейцерів (1/12 гульдена), згодом в монетній системі Швейцарії бацен був знову прирівняний до 4 крейцерів.
Деякі швейцарські кантони карбували бацени до середини XIX століття. У франкомовному кантоні Во бацен називався батц (фр. Batz).
У XIX столітті, після введення десяткової системи у Швейцарії , 1 швейцарський франк = 10 баценов = 100 раппенів.
Іноді бацени зустрічаються в скарбах на західноукраїнських землях.